# Nova Prata
Nova Prata is een gemeente in de Braziliaanse deelstaat Rio Grande do Sul. De gemeente telt 25.559 inwoners (schatting 2017).

## Aangrenzende gemeenten
De gemeente grenst aan André da Rocha, Fagundes Varela, Guabiju, Nova Araçá, Nova Bassano, Protásio Alves, São Jorge, Vila Flores en Vista Alegre do Prata.

## Verkeer en vervoer
De plaats ligt aan de wegen BR-470, RS-324 en RS-441.

## Galerij

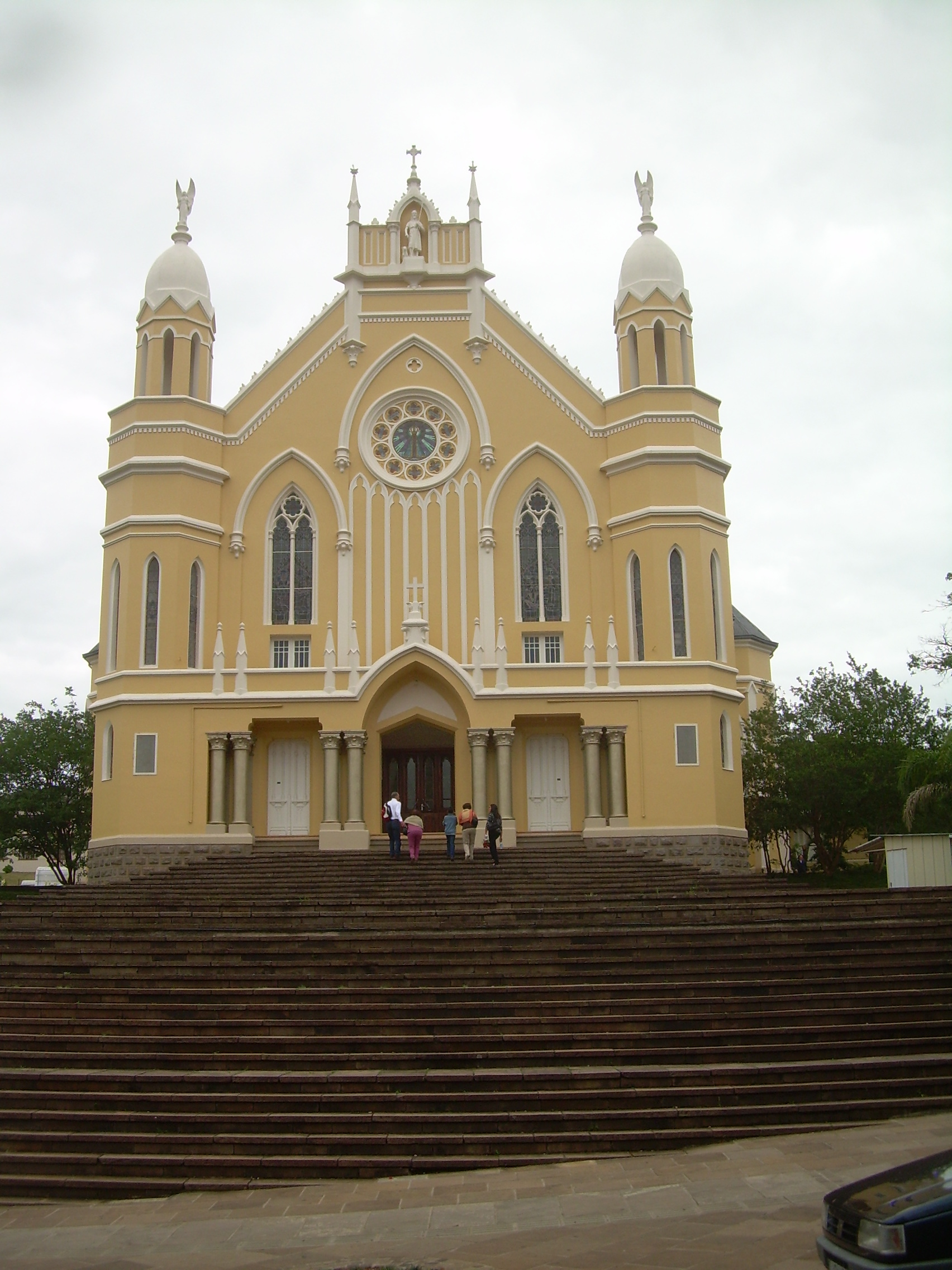
Johannes de Doperkerk
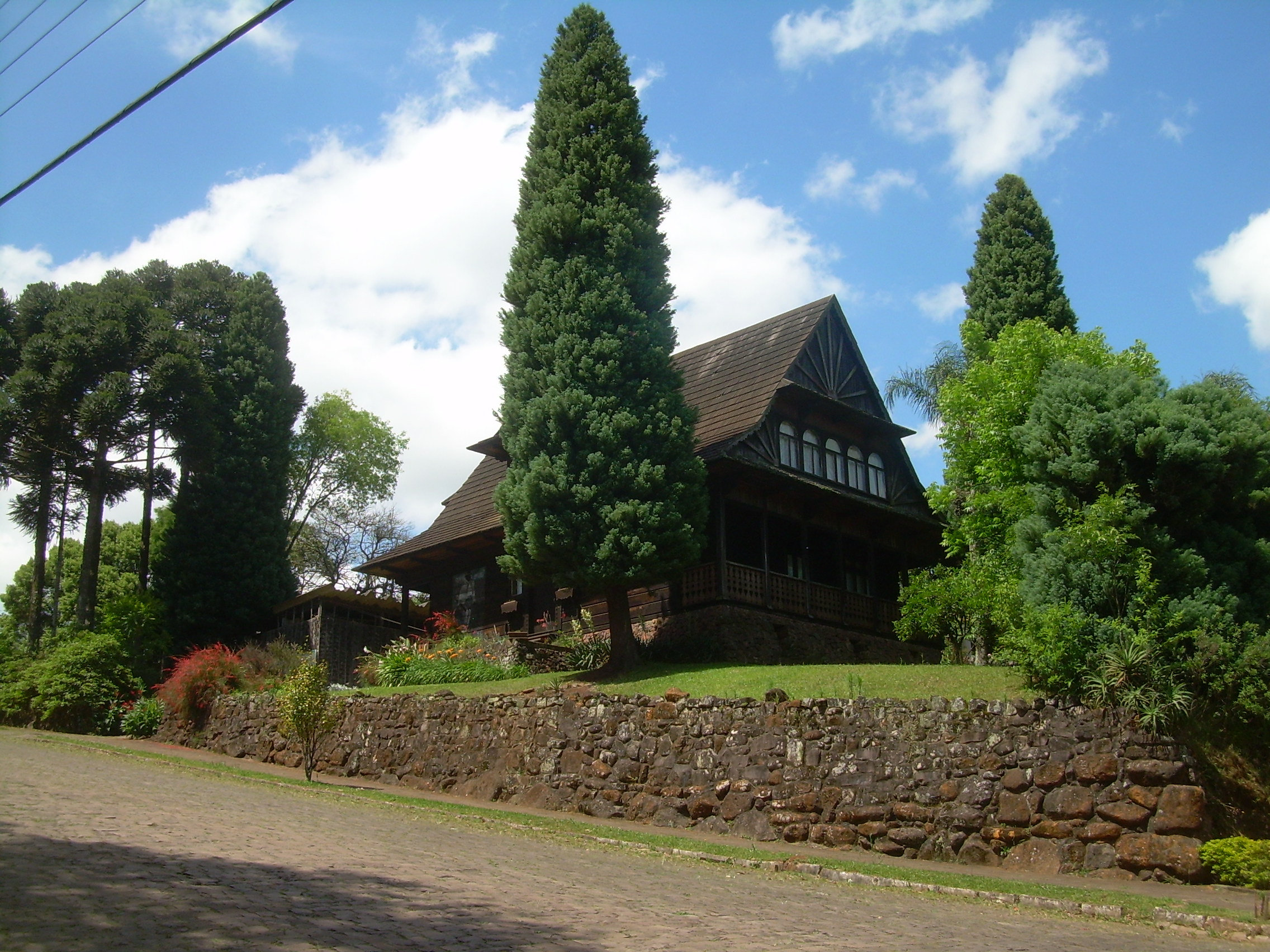
Typisch immigrantenhuis
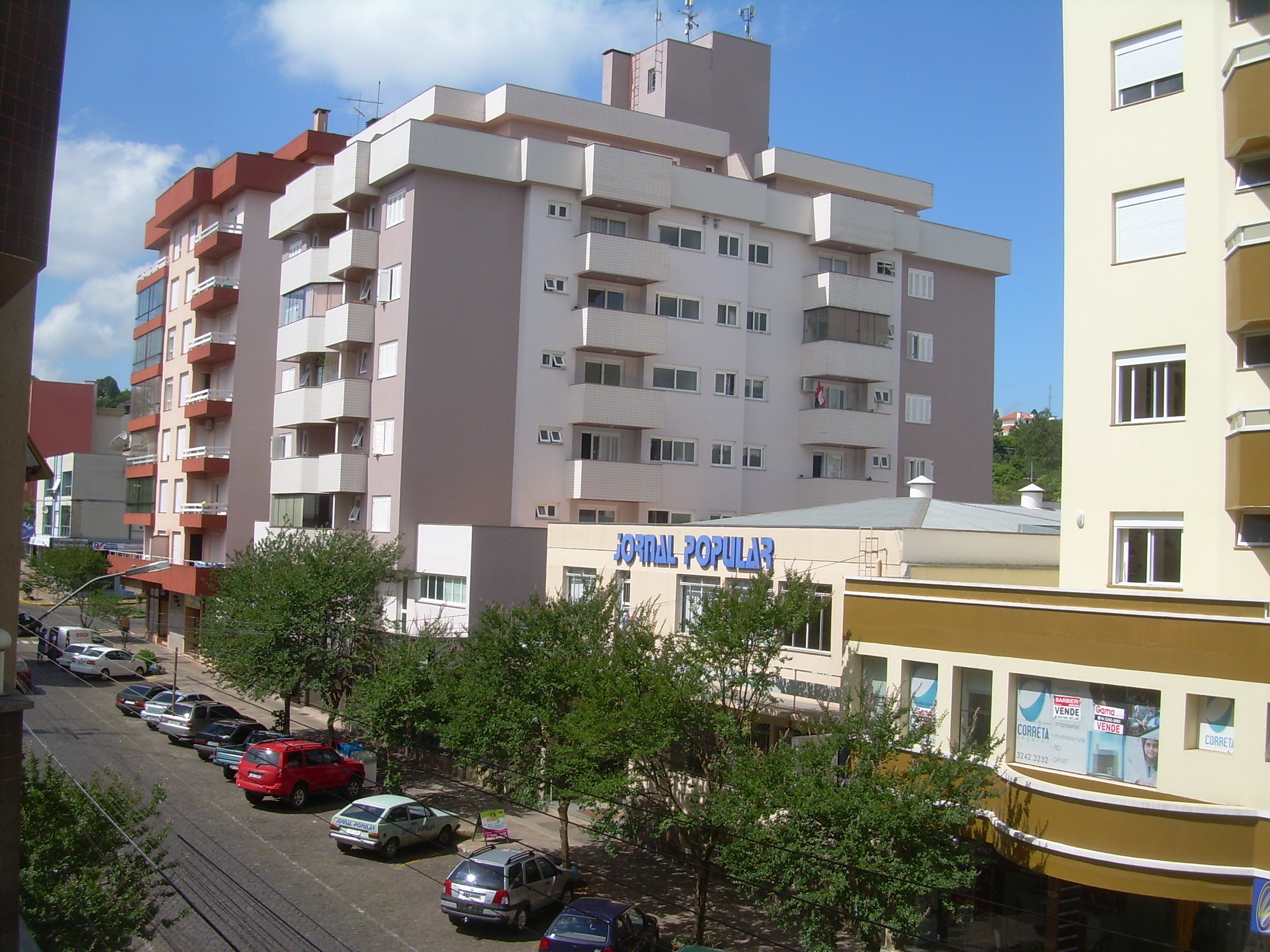
Centrum
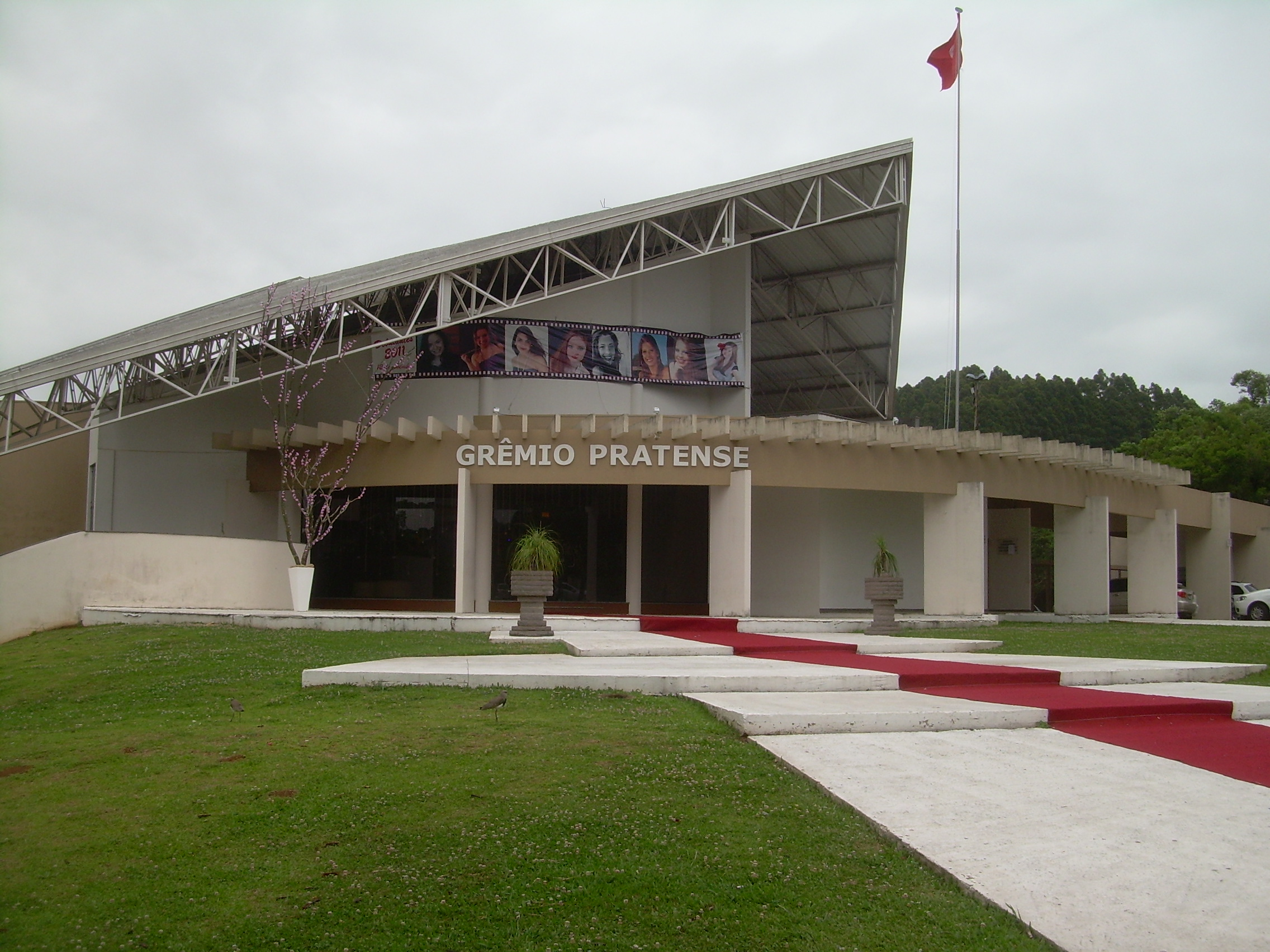
Gremio Pratense
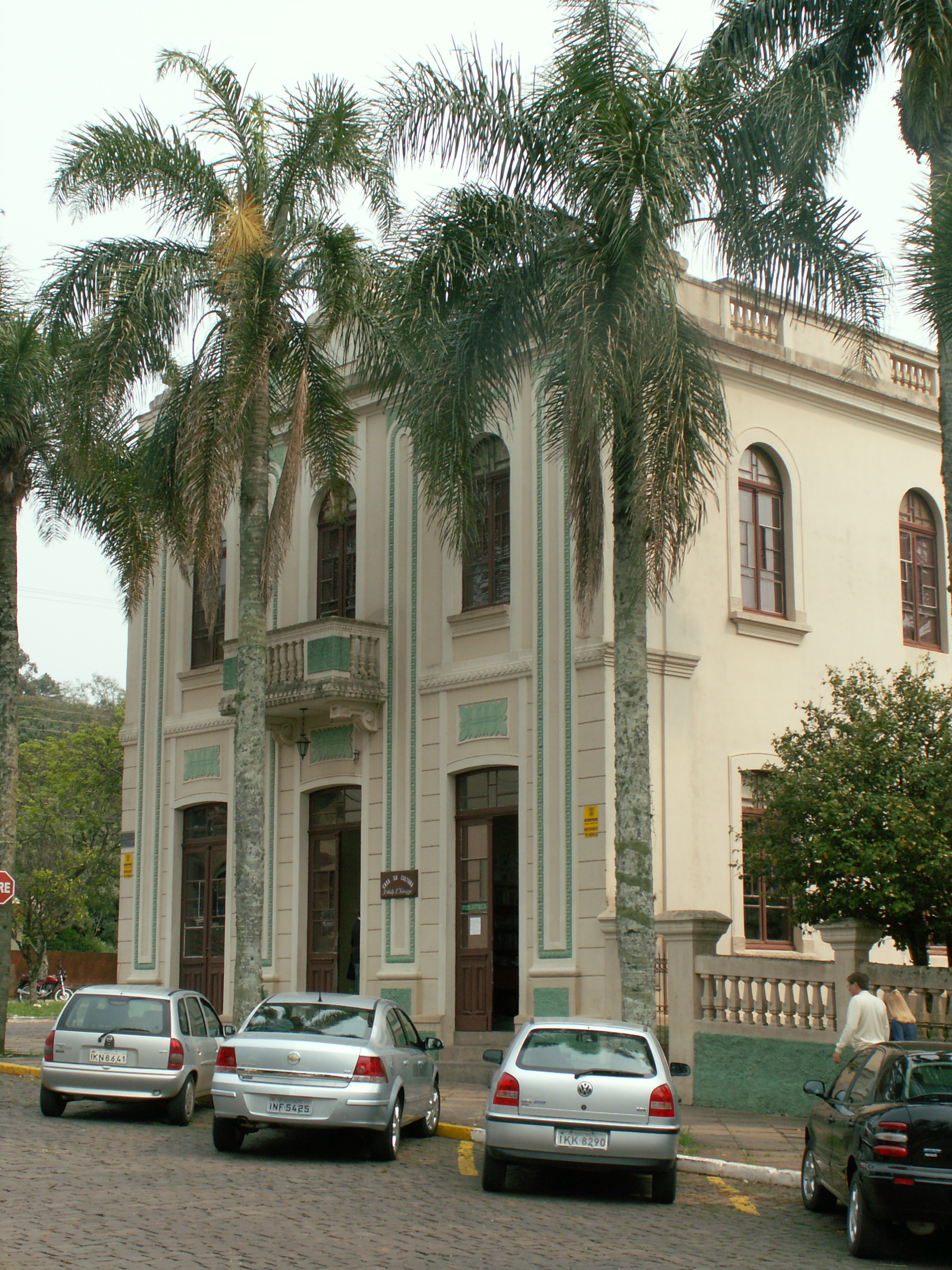
Casa Cultura